# Ucea
Ucea (en allemand: Gassendorf, en hongrois: Ucsa) est une commune roumaine du județ de Brașov, dans la région historique de Transylvanie. Elle est composée des quatre villages suivants :
- Corbi
- Feldioara
- Ucea de Jos (en hongrois: Alsóucsa), siège de la commune
- Ucea de Sus

## Localisation
Ucea est située à l'extrême ouest du comté de Brașov, au pied de Monts Făgăraș, sur les rives de la rivière de Ucea (affluent de l'Olt), dans la région de Pays de Făgăraș, à la 8 km de la ville de Victoria et à 98 km de la ville de Brașov.

## Monuments et lieux touristiques
- Camp romain de Feldioara (site archéologique)
- Monts Făgăraș